# 服部久太夫
服部 久太夫（はっとり きゅうだゆう、生年不詳 - 天正11年3月19日（1583年5月10日））は、戦国時代の武将。服部保長の子。久左衛門とも 。

## 略歴
永禄3年（1560年）桶狭間の戦いにおいて敗戦の報を受けた 元康は、家臣である服部久左衛門（久太夫）、平岩元重、平岩基親らを偵察に向かわせ真偽を確かめた。天正11年（1583年）に死去。関ヶ原の戦いまで家康に仕えたとする資料もある。法号は正春。